# Novgorodi Köztársaság
A Novgorodi Köztársaság (oroszul: Новгоро́дская респу́блика, latin betűkkel átírva "novgorodszkaja reszpublika", óegyházi szláv nyelven Новгородскаѧ землѧ, azaz novgorodszkaję zemlję) középkori keleti szláv állam volt a 12. és a 15. század között, az időszak egyik legnagyobb kiterjedésű európai állama. A Balti-tengertől az Urál hegység északi részéig terjedt. Központja Novgorod városa volt és hozzá tartozott a mai Ladoga-tó régiója. Lakosai így emlegették a várost: „Őfelsége, a Nagy Novgorod Úr”, vagy „Nagy Novgorod Úr”. A tengerparti Hanza-szövetség legkeletibb tagja volt.

## Története
A 9. század közepén Novgorod a Balti-tengert és a Bizánci Birodalom közti kereskedelmi útvonal egyik pihenőállomása volt. A vidékét finn és szláv törzsek uralták, akik folyamatosan torzsalkodtak egymással a vezető szerepért, de ebbe belefáradva végül stabilitást nyújtó megegyezésre törekedtek, ezért elfogadták a varégok kormányzását. A Novgorodi első krónika, a Novgorod 1016 és 1471 közti történetét elbeszélő írásgyűjtemény szerint a törzsek „oly fejedelmet kerestek, aki uralkodhatik felettünk és ítélkezhet a törvény szerint”.
Novgorodot a varégok alapították a 9. század derekán. 882-ben Oleg fejedelem áttette a közigazgatási székhelyet Kijevbe. Ettől az időtől 1019-1020-ig Novgorod a Kijevi Rusz része volt. A novgorodi fejedelmeket a kijevi nagyfejedelem nevezte ki, általában az egyik saját idősebb fiát. Novgorod egyfajta szellemi központ volt, mint a Rusz első városa. Máig körbelengi a kereszténység előtti pogány–nordikus–szláv szellemiség aurája.
Novgorod gyakran játszott kulcsszerepet a Rusz politikájában. Támogatta Nagy Vlagyimir kijevi nagyfejedelmet, majd a novgorodiak segítették a Rusz trónjára a fiát, Bölcs Jaroszlávot. Jaroszláv első dolga volt, hogy szabadságjogokat és privilégiumokat adományozott hűséges novgorodi támogatóinak. Ezzel teremtődtek meg a Novgorodi Köztársaság alapjai. Bár Kijevhez tartozott, Novgorod nagy hatalmú regionális központtá vált, nagy önállósággal.
A 12. század közepéig a kijevi nagyfejedelem nevezte ki a novgorodi poszadnyik (polgármesteri) és tiszjackij (jogi-kereskedelmi főhivatalnok) posztok betöltőit, azonban a novgorodi bojárok ezt kisajátították maguknak. 1136-ban a novgorodiak szélnek eresztették Vszevolod Msztyiszlavics fejedelmet és a következő másfél száz évben több fejedelmet is ők maguk hívtak meg, vagy menesztettek. Ez nem volt valódi önállóság, mert a döntések függtek a kijevi nagyfejedelem személyétől.
A novgorodi területekhez olyan városok tartoztak, mint Sztaraja Russza, Sztaraja Ladoga, Torzsok és Slisszelburg. Egyes beszámolók szerint Sztaraja Ladogát a novgorodi érsek egy helyettese vezette a 13. században. Pszkov városa, amely eredetileg Novgorodhoz tartozott, legalább a 13. századig de facto független volt, amikor csatlakozott a Hanza Szövetséghez. Több fejedelem, mint Dovmont (kb. 1240–1299) és Vszevolod ( (1117 előtt –1138) úgy uralkodott, hogy nem mutatott tiszteletet Novgorod vezetői iránt és nem konzultált velük. Az 1348-as bolotovói szerződés elismerte a Pszkovi Köztársaság függetlenségét. Még ezután is a novgorodi érsek volt a pszkovi egyház feje, és egészen 1589-ig megtartotta a "Nagy Novgorod és Pszkov érseke" címet
A 12–15. században a Novgorodi Köztársaság keleti és északkeleti irányban terjeszkedett. A novgorodiak feltérképezték az Onyega-tó és az Északi-Dvina mellékét és a Fehér-tenger partvonalát. A 14. század elején felkutatták az Északi-sarki-óceánt, a Barents-tengert, a Kara-tengert és a nyugat-szibériai Ob folyót. Az Urál északi részében élő ugor törzsek adót voltak kénytelenek fizetni Nagy Novgorodnak. A várostól északra fekvő, szőrmében, tengeri állatokban, sóban és egyéb javakban gazdag földek nagy gazdasági jelentőséggel bírtak. Ezekért a novgorodiak elhúzódó háborúkat vívtak Moszkvával a 14. század vége felé. Elvesztésük a város hanyatlásához vezetett.
A szovjet korszak marxista történészei „feudális köztársaságként” határozták meg a történelmi Novgorod politikai rendszerét. A modern tudomány azonban már azt is megkérdőjelezi, hogy Oroszországban egyáltalán létezett valaha olyan társadalom, ami megfelel a középkori Nyugat feudalizmusának.

## Kormányzata

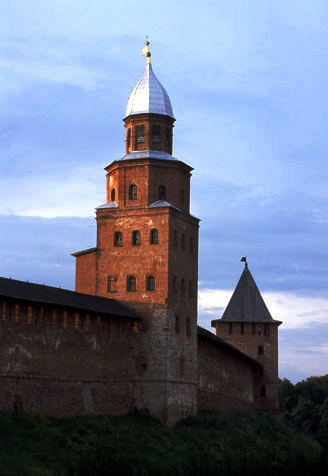
A Novgorodi Kreml 15. századi falai. A Kokuj torony (balra) 17. századi, neve svéd eredetű

A novgorodi városállam olyan kormányzati folyamatokat alakított ki, amelyek a demokratikus részvételt tekintve messze Európa többi része előtt jártak. Mielőtt Moszkva szerezte meg az ellenőrzést, a novgorodi polgárok maguk választhatták meg, ki és hogyan irányítsa a várost. Városi hivatalnokokat választottak, sőt még az is hatalmukban állt, hogy megválasszák, vagy menesszék a fejedelmet. A krónika szerint a mindezekről döntő „városgyűléseken” mindenféle rendű novgorodiak részt vehettek, a magisztrátusoktól (poszadnyiki) a legalsó osztályig, amelynek neve „csornije ljugyi” volt (szó szerint a fekete nép).
A középkori Novgorodi Köztársaság alkotmánya részleteiben nem ismert. A hagyományból az bontakozik ki, hogy a városban vecsék (gyűlések) rendszere működött és a kormányzatot a poszadnyikok (polgármesterek) és a tiszjackijek (ezredesek), eredetileg a helyi milícia vezetői, később bírói-kereskedelmi hivatalnokok) adták, arisztokraták és az érsek mellett.

### Vezetése
Egyes tudósok szerint a novgorodi kormányzat végrehajtó ágának az érsek volt a feje, de nehéz feltérképezni, az egyes hivatalnokoknak pontosan mi volt a feladatuk. Lehetséges, hogy volt egy Főurak Tanácsa (Совет Господ, szovet goszpod), amelynek a feje az érsek volt, és az érseki palotában ülésezett (1433 után egy másik palotában). Újabban Jonas Granberg kétségbe vonta, hogy egyáltalán létezett ilyen testület .
Legalábbis névleg a novgorodi végrehajtó hatalom élén a fejedelem állt. Hatalma a 13–14. század folyamán megfogyatkozott. Nem világos, hogy az érsek államfői, vagy kormányfői szerepet töltött-e be, mindenesetre a város fontos hivatalnoka volt. Nem csak az egyházat felügyelte, hanem küldöttségeket vezetett és egyéb világi feladatai is voltak, például bizonyos világi természetű bírósági ügyek felügyelete. A források azt sugallják, hogy az érsek konszenzusra törekedett a bojárokkal és szinte soha nem lépett fel egyedül. Az érsek nem kinevezett hivatalnok volt, a novgorodiak választották és az orosz metropolita hagyta jóvá a választást. Az érsek valószínűleg a legnagyobb földbirtokos volt és egyéb jövedelmei is voltak, mint bírósági díjak vagy a piaci súly és egyéb mértékek használata után fizetett díjak.

#### A fejedelem
Lásd még: Novgorodi fejedelmek listája
A fejedelem, bár a cím nem öröklődött és a hatalmát más helyekhez képest megnyirbálták, fontos szereplő volt. A mintegy 100 novgorodi fejedelem közül sokat, talán a legtöbbet, maguk a novgorodiak hívtak meg, vagy menesztettek. Legalább egy részük rjad (ряд) nevű szerződést írt alá, amely védte a novgorodi bojárok érdekeit és lefektette a fejedelem jogait és feladatait. Ezekből 12 maradt fenn: öt Tverből, négy Moszkvából és három Litvániából meghívott fejedelem szerződése.
A fejedelem legfontosabb feladata a katonai irányítás volt. Védelmezte a város templomait és bíróságot ült, bár utóbbi feladatban gyakran helyettest delegált maga helyett, ha éppen nem volt a városban. A poszadnyiknak állandóan jelen kellett lennie a bíróságon és a jóváhagyása nélkül nem lehetett döntést hozni. Az egyetértése nélkül a fejedelem nem adhatott át novgorodi földeket és nem hozhatott törvényt. A fejedelemnek magának nem lehetett Novgorodban földje és maga nem szedhetett adót. A várostól kapott pénzből élt. B
Több rjad szerint a fejedelem nem adhatott ki novgorodiakat és a novgorodi területen kívül nem is szolgáltathatott igazságot ellenük. a fejedelmeknek két rezidenciájuk volt. Az egyik, a Jaroszláv udvar a piactéren, a másik, a Rjurikovo gorogyiscse több mérföldre délre a piactól.

### A vecse és a hivatalnokok
A vecse, a városgyűlés élén a poszadnyik állt. Ő volt a vecse elnöke és a fejedelem mellett a bíróságoké is. Felügyelte az adóbehajtást és a város egyéb folyó ügyeit. A fejedelem legtöbb fontos döntését a poszadnyiknak is jóvá kellett hagynia. A 14. század közepén a vecse az addigi egy helyett hat poszadnyikot kezdett el megválasztani. Ők egész életükben megtartották azt a státuszt és évente választottak maguk közül egy főposzadnyikot. A vecse pontos összetétele nem ismert, de úgy tűnik, nem csak a városi lakosokból állt, hanem a szabad vidékiekből is. Vitatott, hogy valódi demokratikus intézmény volt, vagy a bojárok domináltak benne. A poszadnyikokat, a tiszjatszkikat és még a püspököket és az érseket is gyakran a vecse választotta, vagy legalábbis hagyta jóvá.

### Kereskedők, iparosok
Nagy Novgorod politikai életében a kereskedők és az iparosok is részt vettek. A tudományos hagyományosan úgy tartja, hogy öt „végbe” (oroszul "konci") szervezték őket, amelyek körzeteknek feleltek meg, és ezeknek a nevei gyakran azt sugallták, hogy bizonyos foglalkozások a város egy-egy részébe koncentrálódtak. (Például Ács vég, vagy Fazekas vég.) A kereskedők szotnyákba (azaz századokba) tömörültek. (Az Ivan százada nevű novgorodi szotnyáról úgy tartják, ez volt az első orosz céh, bár nincs rá bizonyíték, hogy a németalföldi, német, francia vagy angol céhek megfelelői valóban léteztek Oroszországban.

Novgorod a Kijevi Ruszon belül, a függetlenség előtt

E kereskedő és iparos szervezetek összetétele homályban marad, mint Novgorod középkori életének sok más szelete. Nem szabad összekeverni őket a sokkal szervezettebb nyugat-európai céhekkel. Még az is könnyen lehet, hogy a „végek” és „utcák” egyszerűen csak városrészekhez és nem szakmákhoz kötődő közigazgatási egységeket jelentettek. Annyi ismert, hogy utcák szerveződései templomokat építettek és például a holtak eltemetését szervezték meg járvány idején, de hogy ezen kívül még milyen tevékenységeket végeztek, arról nincs bizonyosság. Az Ivan százada működésének a módja sem ismert. A piactértől északra álló Keresztelő Szent Jánosnak szentelt templomhoz kötődött és minden tagja egy vég ypres-i posztó belépési díjat fizetett az érseknek. A tagok közti viták elrendezésében a tiszjackijek voltak illetékesek. Ennél többet nem tudni az Iván századáról.
Az „utcák” és „végek” talán egyes bojárcsoportok, vagy a saját érdekeik védelmében vehettek részt a politikai döntéshozásban. Egyezmények, szerződések említést tesznek kereskedők közti „vénekről”. Ezekből mintegy száz maradt fenn, jórészt az 1262 utáni időkből. A források szűkössége miatt kevés bizonyos mondható Novgorod politikai felépítéséről.

### Közigazgatási beosztása
A fejedelemség közigazgatási felosztásáról kevés információnk van. A vidéket Novgorod központi területein tiszjacsákra osztották, a keleti és északi, gyarmatosítás alatt lévő, vagy csak adófizető területek egységei pedig a volosztyok voltak. Maga Novgorod és még néhány másik város egyik fajta egységhez se tartozott. Pszkov a 13. században autonómiát vívott ki. Több más város is speciális státuszú volt, Novgorod és valamelyik szomszédos állam együttes befolyása alatt.

## Gazdasága

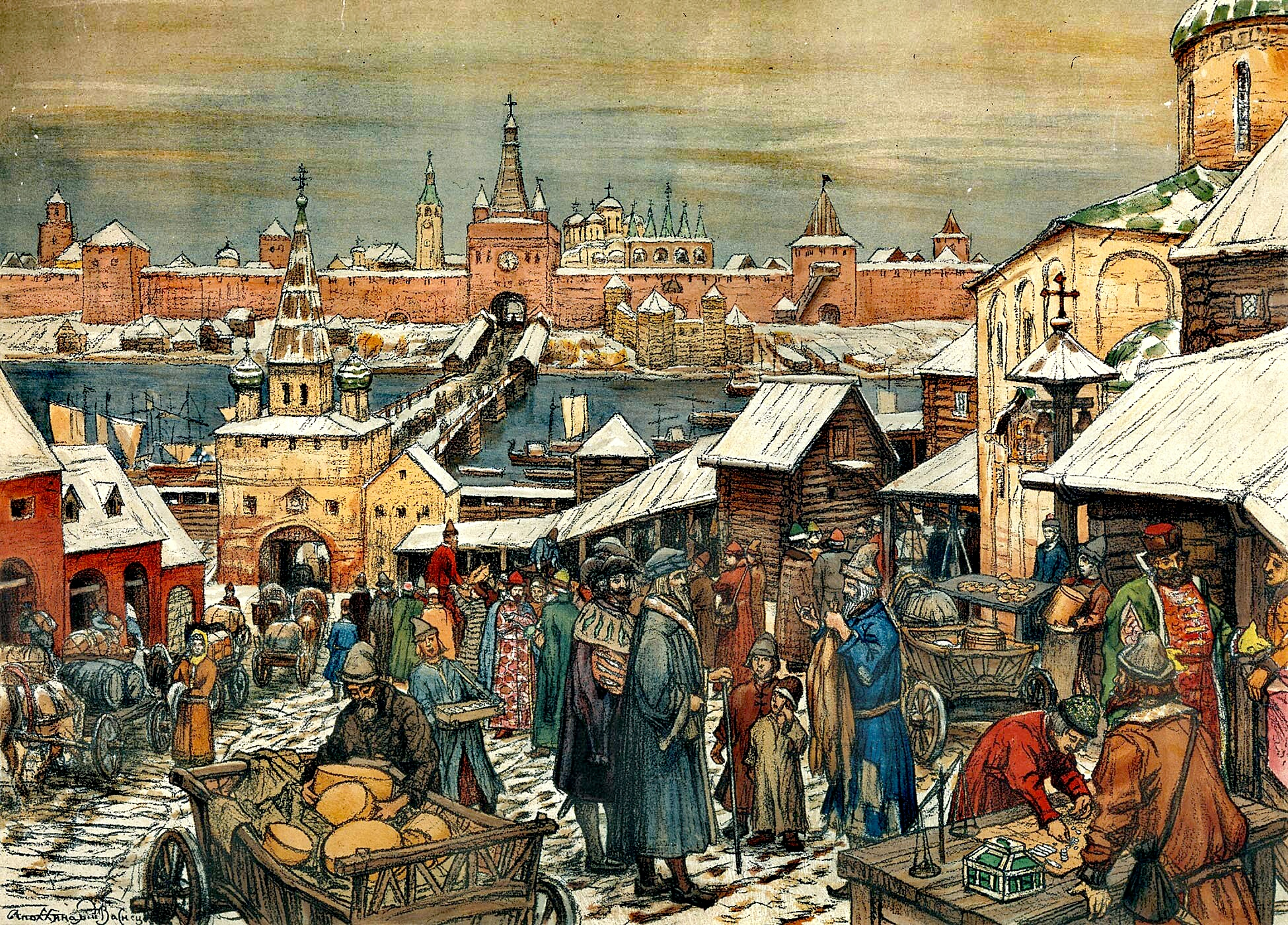
A novgorodi piactér,
Apollinarij Vasznyecov képe

A földművelés és az állattenyésztés egyaránt hozzájárult a köztársaság gazdaságához. Az érsek és mások is lovakat tenyésztettek a hadsereg számára. Elterjedt volt a vadászat, a méhészet és a halászat is. A mai Finn-öböl partjainál vasat bányásztak. Jelentős volt a len és a komló termesztése. A vidék termékeit, mint a szőrme, méhviasz, méz, hal, faggyú, komló a piacokon árulták és exportálták is.
Az igazi gazdagság a szőrmekereskedelemből származott. A város a Rusz és Északnyugat-Európa közti kereskedelem fő átrakodó állomása volt. A kínai selyemút északnyugati végpontja volt és a Hanza szövetség balti-tengeri kereskedelmi hálózatának a keleti végpontja. Novgorod északnyugati területeitől („a hajóutakon túl”, ahogy a krónikák emlegették ezeket) a Ladoga és az Onyega tavaktól északra fekvő vidékekig a Fehér-tengerig, és keletre az Urál hegységig olyan sok volt a szőrme, hogy a középkori úti beszámolók szerint a szőrmés állatok az égből potyogtak.
A novgorodi kalmárok a svédekkel, a németekkel és a dánokkal kereskedtek. Kezdetben a novgorodiak maguk hajóztak a Balti-tengeren. A novgorodi első krónika számos novgorodiakat érintő gotlandi és dániai incidensről számol be. Gotlandon novgorodi kereskedők ortodox templomainak a maradványait tárták fel. Hasonlóképpen a gotlandi kalmároknak meg Novgorodban volt Szent Olaf temploma és kereskedőháza. A Hanza azonban később már vitatta a novgorodiak jogát az önálló tengeri kereskedésre és teherszállításra a saját hajóikkal.

### Földbirtokosság, parasztság
A 14-15. századra 40-50 bojár család kezébe koncentrálódott a novgorodi magánföldek több, mint fele. Ez erős politikai befolyást biztosított a nagy vidéki udvarházakkal rendelkező bojárok számára. A földbirtoklásban fő vetélytársuk a Szent Szófia-székesegyház volt, a novgorodi egyházi élet központja. Votcsinái (birtokai) a novgorodi földek gazdaságilag legfejlettebb vidékein voltak. A Jurjev, az Arkazsszkij és az Antonyij kolostorok és más privilégiumokkal rendelkező kolostorok jelentős földbirtokosok voltak. Kisebb földjeik voltak a zsityji ljugyi osztályhoz tartozóknak és még kevesebb volt a szvojezemciknek. Ezeket a földeket tipikusan terménybérleti (felesbérlet) rendszerben műveltették. Házi földjeiken többnyire rabszolgák szolgáltak, fokozatosan csökkenő számban. A 15. század második felére termény helyett már jelentős arányban vártak pénzbeli fizetséget a földtulajdonosok.

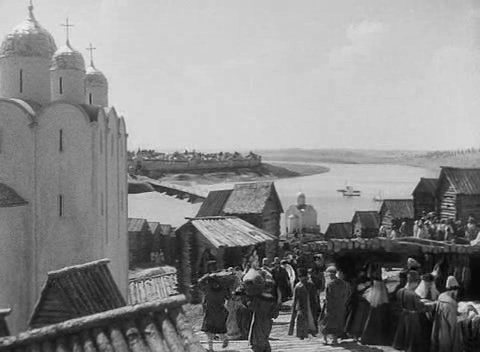
A 13. századi Novgorod 13th-century Novgorod Szergej Eisenstein 1938-as filmjében (A jégmezők lovagja)

Egyes tudósok szerint a feudális urak megpróbálták röghöz kötni a parasztjaikat. A parasztok bizonyos csoportjai, mint a davnyije ljugyi (давние люди), polovnyiki (половники), porucsnyiki (поручники), dolzsnyiki (должники) , csakugyan nem rendelkeztek a szabad költözködés jogával. A bojárok és a kolostorok a többiek jogát is igyekeztek korlátozni. Azonban Oroszországban az volt a hagyomány, hogy a paraszt elhagyhatta a földeket, ha kifizette az összes adósságát. Erre a Szent György őszi napját megelőző és követő hetekben kerülhetett sor. Ezt a hagyományt ugyan Rettegett Iván „ideiglenesen” felfüggesztette, de ez már több, mint egy évszázaddal azután történt, hogy Moszkva meghódította Novgorodot, vagyis a teljes jobbágyság a Novgorodi Köztársaságban nem létezhetett. (Az „ideiglenes” felfüggesztést aztán az 1649-es Ulozsenyije törvénykönyv véglegessé tette.
A marxista tudósok, mint Alekszandr Horosev gyakran beszéltek osztályharcról Novgoroddal kapcsolatban is. Mintegy 80 jelentős felkelésről tudunk, amelyek gyakran fegyveres konfliktusba torkolltak. A legjelentősebbek 1136-ban, 1207-ben, 1228–29-ben, 1270-ben, 1418-ban és 1446–47-ben történtek. Valójában nem ismert, milyen mértékben volt ezeknek a konfliktusoknak „osztályharc” jellege. Gyakran a bojárok csoportjai között robbant ki konfliktus és ha részt is vettek benne parasztok, vagy kereskedők, nem a társadalmi rendet akarták felborítani, hanem általában jobb kormányzást akartak. Nem tudni olyan követelésről, hogy szűnjön meg a fejedelmi hatalom, vagy hogy a parasztok vegyék át a város irányítását.

## Külkapcsolatai
A Kijevi Rusz időszakában Novgorod a volgai kereskedelmi útvonal és a Bizáncig futó, Dnyeper-menti varég út északi kereskedelmi központja volt. Áruk rendkívül széles választéka áramlott ezeken az utakon és a novgorodi kereskedők kezén át. A gotlandi élelemtermelők a 12. századig fenntartották a Szent Olof kereskedőházat Novgorodban. Később német kalmárok hoztak létre kereskedőházakat a városban. A skandináv királyi családok és a fejedelmek családjai házasodtak egymással.

### Háborúi
A nagy egyházszakadás után, a 13. század kezdetétől Novgorodnak svéd, dán és német hódítók ellen kellett harcolnia. Az 1240-es novgorodi–svéd háború során a svédek olyan területeket hódítottak meg, ahol a népesség egy része a novgorodiaknak fizetett adót. (Lásd még: Finn–novgorodi háborúk.) A németek a 12. század végén igyekeztek meghódítani a Baltikumot. Novgorod 26 alkalommal háborúzott a svédek ellen és 11-szer a kardtestvérek rendje, a rigai püspök alapította lovagrend ellen, s nagyjából ugyanennyiszer az Észak-Észtföldet uraló dánok ellen. A német lovagok, a dán és svéd feudális urak 1240 és 1242 között több, nem egyeztetett támadást indítottal. A novgorodi források szerint a svéd hadsereget 1240-ben a névai csatában megverték. A németek balti hadjáratának a Csúd tó jegén elszenvedett vereségük vetett véget 1242-ben (ez azonban nem lehetett az Eizenstein filmjében is megörökített hatalmas dimenziójú ütközet). Viborg megalapításával 1293-ban a svédek megvetették a lábukat Karéliéban. 1323 augusztus 12-én Novgorod megkötötte a svédekkel a nöteborgi békét határaikról.

### A tatárok
A tatárjárás borzalmaitól Novgorod megmenekült. A tatárok a várostól mintegy száz kilométerre visszafordultak, valószínűleg, mert a parancsnokok tartottak a várost körülvevő mocsarak közti manőverezéstől. Bár a mongolok soha nem hódították meg, a köztársaság a többi orosz vidékhez hasonlóan adót fizetett az Arany Hordának. 1259-ben politikai felforduláshoz vezetett, amikor mongol adószedők érkeztek Novgorodba. Alekszandr Nyevszkij vlagyimiri nagyfejedelem Novgorod korábbi fejedelme, hadseregével kényszerítette Novgorodot a kán iránti engedelmességre, és több városi hivatalnoknak még az orrát is levágatta. A 14. században a vikingekhez haosnló életmódot folytató novgorodi kalózok (uskujnyikok) egészen Kazanyig és Sztrahanygig tartották rettegésben az embereket. A Moszkva elleni háborúkban segítették Novgorodot.

### A moszkvai hódítás
A mongol iga vége felé, a 15. században Novgorod szövetséget keresett a katolikus Litvániával, hogy együtt tartsák kordában a moszkvai III. Iván nagyfejedelmet. III. Iván ezt nem csak a Rusz, hanem maga az Isten elleni támadásnak bélyegezte, és megtámadta Novgorodot. Csapatai 1471 júliusában a Selony folyó melletti csatában, a város határában győzelmet arattak a novgorodiak felett. Ezzel vége szakadt Novgorod független „demokráciájának”, innentől III. Iván hívei uralták a várost.
A novgorodi krónika eddig a pontig negatívan festi le a cárt, innentől azonban megváltozik róla a hangnem:
"Imígy haladt a knyáz minden kíséretével novgorodi birtoka felé, népének lázadó hajlama, büszkeség és latin hitre térte miatt. Nagyszámú és elsöprő erejével elfoglalta Novgorod országát, határtól határig, elhintve minden részébe a rettegést tüze és kardja hatalmától.". A krónika ezzel az évvel véget is ért.
Novgorod legyőzése után Iván levetette a vecse harangját, a kormányzásban való részvétel, a civil társadalom és jogok ősi szimbólumát. Ezzel megszűnt Novgorod önállósága.

## Kultúrája

### Művészet, ikonográfia
A novgorodi köztársaság messze földön híres volt kultúrájáról. A korszak fontos keleti művészi alkotásainak nagy része Novgorodban készült. A novgorodiak nagy mennyiségben készítettek műalkotásokat, főképp ikonokat. A művészetet a virágzó gazdaság is segítette magas színvonalat elérni. Nem csak a vezető bojár családok rendeltek ikonokat, a művészeket gyakran szponzorálták tehetős kereskedők és iparosok is. Az ikonok annyira elterjedtté váltak, hogy a 13. század végére már nem kellett gazdagnak lennie valakinek, hogy vásárolhasson belőlük. Exportra, a templomoknak és az otthonokba is festettek ikonokat. However, scholars today have managed to find and preserve only a small, random assortment of icons made from the 12th century to the 14th century in Novgorod. Ennek ellenére a 12-14. század közt Novgorodban készült ikonokból kevés maradt fenn.
A fennmaradt képek több stílus keveredését mutatják: a hagyományos oroszét, a bizánci művészetét (amely korábban Kijevben is virágzott), a romanikáét és a gótikáét. A novgorodi művészek és közönségük főképp az olyan szenteket szerették, akik a gazdaság valamelyik ágának védelmezői voltak. Illés próféta a villémok ura volt, aki esőt adhatott a parasztok földjeinek. Szent György, Szent Balázs, Szent Florus és Laurus a mezőket, vagy az állatokat, vagy a nyájakat védelmezték. Szent Ikonioni Paraszkevi és Szent Anasztázia a kereskedelmet és a kalmárokat oltalmazták. Szent Miklós az ácsok gyámolítója volt és védte az utazókat meg a szenvedőket. Szent Miklós és Illés a tűz ellen is védelmeztek. A tüzek gyakoriak voltak a mezőkön és a városban is. Ezeknek a szeneteknek az ábrázolása a köztársaság idejében végig népszerű volt. A 14. századtól azonban új ikondivat bontakozott ki: a Könyörületes Szűz ábrázolása. Ezeken a képeken Szűz Mária Konstantinápolyi Andrásnak jelenik meg és az emberiségért imádkozik. A moszkvai hódítás a novgorodi ikonográfiai stílus végét is jelentette. 1478 után az orosz földön elterjedt egységes módszereket kezdték le alkalmazni Novgorodban is.

### Építészete, városrajza
A köztársaságot a Volhov-folyó osztotta két részre. Egyik oldal volt a kereskedelmi negyed a fő piactérrel. A másik oldalon volt Szófia-katderális és a kreml. A katedrálist és a kremlt vastag városfalak vették körül. Novgorodban és körülötte sok volt a templom és a kolostor. A város nagy lakossága – 30 ezer ember – miatt zsúfolt volt. A gazdagok (bojárok, iparosok, kalmárok – nagy kőházakban éltek a falakon belül, a szegények meg ahol tudtak. Az utcák fatégla burkolatúak voltak és a tűz ellen fa vízcső rendszer védte őket, ami bizánci találmány volt.
Novgorod építészetét a bizánci stílus és a romaniak uralta. Sok gazdag család építtetett templomot, kolostort. Ebben az időszakban mintegy 83 templom működött, majdnem mind kőből. Két fő templomépítési stílus volt. Az egyikben egyetlen apszis volt, lejtős (lopasztnyi) tetővel. Oroszországban ebben az időben ez a stílus volt legelterjedtebb. A második stílus a köztársaság kezdetein és végnapjaiban volt népszerű.

### Irodalma
Fő szócikk: Nyírfakéreg kéziratok
A tudósok többnyire egyetértenek, hogy a korhoz képest a Novgorodi Köztársaságban magas volt az írástudók aránya. A régészek több, mint ezer 11–15. századi nyírfakéreg iratot találták a korai Rusz városaiban. Ezek közül mintegy 950 novgorodi. Az írások jelentős része elpusztult, de még akár húszezer is rejtőzhet még a városban a becslések szerint.
Ezeket a szövegeket bojárok, parasztok, kereskedők, kézművesek írták. Még nők is.
A fennmaradt gyűjtemény vallási dokumentumokat, az érsek írásait, üzleti üzeneteket és útleírásokat tartalmaznak, különösen zarándoklatokét. Bilinákat, epikus verseket is tartalmaznak. Ezek hősei tipikusan olyan emberek, akik a novgorodi köztársaság szabad és kalandra kész szellemét képviselték. A korszak egyik ilyen népszerű alakja volt Szadko, az üzletember és utazó. Egy másik alak volt Vaszilij Buszlajev, egy fiatal óriás, aki folyton csetepatékba keveredik a szomszédaival.
A nyírfakéreg írások mellett Novgorodban találták a legrégebbi fennmaradt orosz kéziratot: három viasztáblát a 65., 75. és a 76. zsoltár szövegével, a 11. század első negyedéből.

## A köztársaság bukása

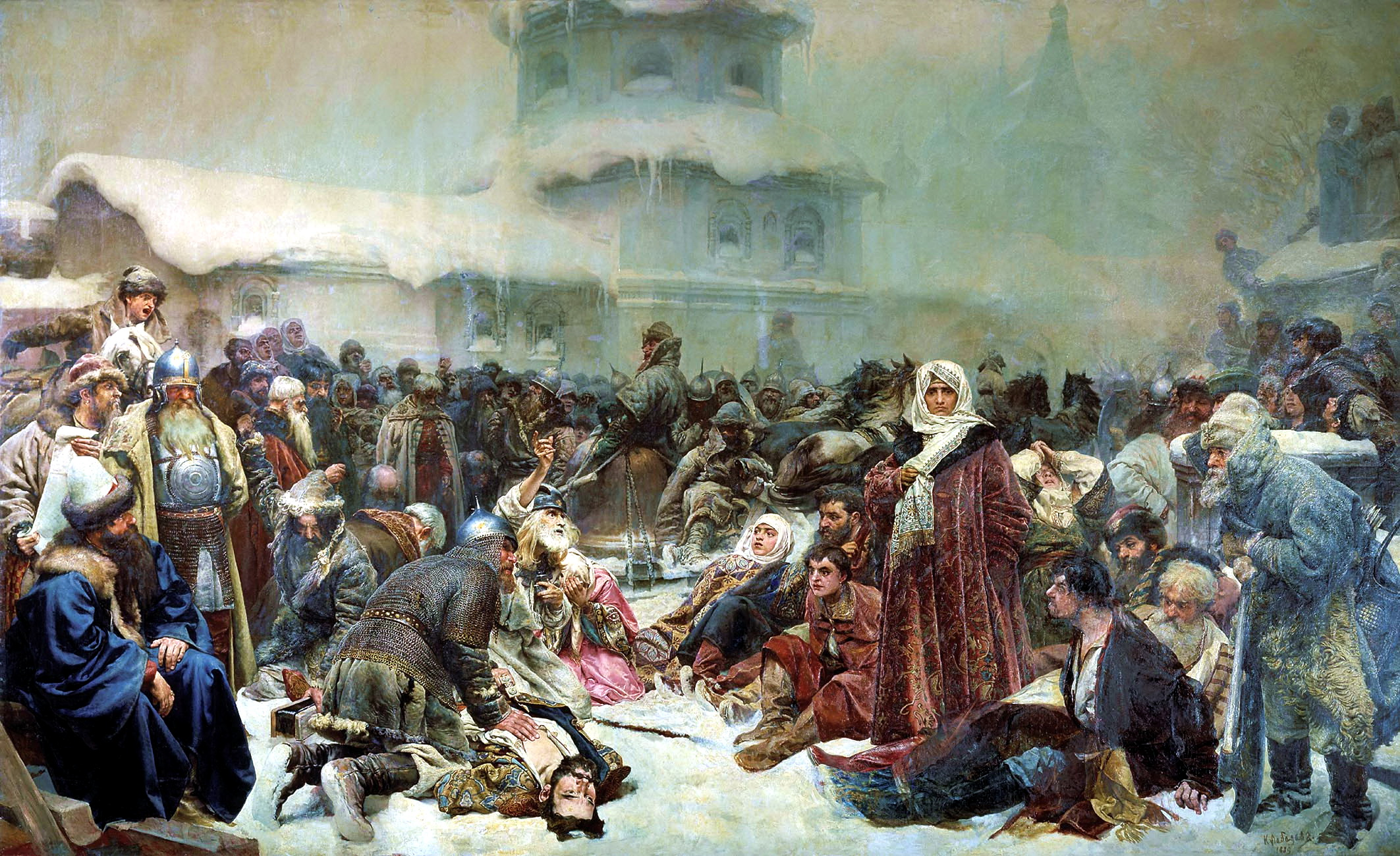
Marfa, a poszadnyikné a novgorodi vecse elpusztításakor, Klavdij Lebegyev képe

Novgorod ellenőrzéséért és hatalmas gazdagságáért Tver, a Moszkva és Litvánia harcolt a 14. századtól. A tveri Mihail Jaroszlavics, miután vlagyimiri nagyfejedelem lett, kormányzókat küldött Novgorodba. De Mihaillal a novgorodiak nehezen értettek szót és ez György moszkvai fejedelem idejében (1303-1325) közelebb sodorta őket Moszkvához. A szomszédos Tver közelsége miatt is fenyegetést jelentett Novgorodra. A novgorodaik attól tartottak, hogy a tveri fejedelem elfoglalja a novgorodi földeket és gyengíti a köztársaságot. Moszkva ebben az időben nem ártott Novgorodnak és távolabb is volt, tehát elfogadhatóbb, hogy fejedelmet adjon. Szükség esetén Novgorod segítségére jöhettek a moszkvaiak, ahhoz viszont túl messze voltak, hogy túl sokat beleavatkozzanak a köztársaság ügyeibe.
Ahogy nőtt Moszkva ereje, a fejedelmei annál nagyobb fenyegetést jelentettek Novgorodra. I. Iván, Büszke Simeon és más moszkvai uralkodók Novgorod önállóságának a megnyirbálására törekedtek. 1397-ben kenyértörésre került sor, amikor Moszkva elfoglalta az Északi-Dvina folyó mentét. Ezek a területek alapvetően fontosak voltak Novgorod jóléte szempontjából, hiszen a prémek jórésze innen jött. A rákövetkező évben Novgorod visszaszerezte a területeket.
Moszkva nyomását ellensúlyozandó, Novgorod Lengyelország–Litvániával keresett szövetséget. A novgorodi bojárok java meg akarta őrizni a függetlenséget, hiszen ha a várost meghódítják, a gazdagságuk a nagyfejedelemhez és moszkvai bojárjai kezébe folyt volna át. a hagyomány szerint Marfa Boreckaja, Iszak Boreckij poszadnyik felesége volt a lengyelekkel és litvánokkal való szövetség támogatóinak vezére.
A legenda szerint Boreckaja a litván főnemes Mihajlo Olelkovicsot, aki egyébként III. Iván moszkvai nagyfejedelemnek is az unokatestvére volt, hogy legyen a férje és Novgorod uralkodója. Tető alá hozott egy szövetséget IV. Kázmér lengyel királlyal és litván nagyfejedelemmel is. A közrangúak közt nagy zavart okozott az új szövetség. Janet Martin és Gail Lenhof történészek szerint Boreckaját Feofil érsek keverte a fő felelős hírébe. Ezzel arról akarta elterelni a figyelmet, hogy ő maga fittyet hányt az 1456-os jazselbici szerződésre, amely megtiltotta Novgorodnak, hogy külpolitikai döntéseket hozzon a moszkvai nagyfejedelem hozzájárulása nélkül.
Bár Boreckaja hagyományosan feltételezett szerepe valószínűleg eltúlzott, Noivgorod valóban egyezkedett a lengyel királlyal. Létezett egy szerződéstervezet is, amelyet állítólag a selonyi csata orosz zsákmánya között találtak.
A moszkvaiak a jazselbici szerződés megszegésének tekintették Novgorod nyugati tapogatózását és háborúba vonultak. A moszkvai had a selonyi csatában döntő győzelmet aratott 1471 júliusában. A következő hét évben Novgorod névleg még megtartotta függetlenségét. 1478-ban III. Iván újra hadsereget küldött Moszkvából, hogy vegyék birtokba a várost. a moszkvaiak vérfürdőt rendeztek Novgorodban, lerombolták a vecsét és elégették a könyvtár és a levéltár tartalmát. Ezzel véget ért a Novgorodi Köztársaság története.

## Fordítás
Ez a szócikk részben vagy egészben  a   Novgorod Republic című angol Wikipédia-szócikk ezen változatának fordításán alapul.  Az eredeti cikk szerkesztőit annak laptörténete sorolja fel. Ez a jelzés csupán a megfogalmazás eredetét és a szerzői jogokat jelzi, nem szolgál a cikkben szereplő információk forrásmegjelöléseként.